# Витор Уго (футболист, 2003)
Ви́тор У́го Ферре́йра Оливе́йра (порт.-браз. Vitor Hugo Ferreira Oliveira; род. 25 марта 2003, Эзмералдас, Минас-Жерайс) — бразильский футболист, вингер клуба «Палмейрас».

## Клубная карьера
Уго — воспитанник клубов «Гремио Новуризонтино» и «Палмейрас». 6 декабря 2021 в матче против «Атлетико Паранаэнсе» он дебютировал в бразильской Серии A в составе последних. В 2023 году Витор на правах аренды перешёл в норвежскую «Волеренгу». 2 сентября в матче против «Викинга» он дебютировал в Типпелиге. По окончании аренды игрок вернулся в «Палмейрас». 